# کازا نوا
کازا نوا (به پرتغالی: Casa Nova) یک منطقهٔ مسکونی در برزیل است که در باهیا واقع شده‌است. کازا نوا ۷۲٬۵۴۵ نفر جمعیت دارد.